# 우방궈
우방궈(중국어 간체자: 吴邦国, 정체자: 吳邦國, 병음: Wú Bāngguó, 한자음: 오방국, 1941년 7월 22일~2024년 10월 8일)는 중화인민공화국의 정치가이다. 제16기 중국공산당 중앙정치국 상무위원이고, 제10기 전국인민대표대회 상무위원장이다.

## 약력
한족이며, 본관은 안후이성 페이둥현이다. 1941년에 7월 22일 구이저우성에서 태어났다. 1960년에 칭화 대학 무선전자학과 진공트랜지스터 학부에 입학하였고, 1964년 4월에는 중국공산당에 입당하였다. 졸업 후에는 상하이의 국영기업인 상하이전자관 제3공장 기술원에서 과장을, 1976년부터는 같은 공장의 당위원회 부서기, 혁명위원회 부주임, 부공장장, 공장 당위원회 부서기 등을 맡는다. 그 이후의 경력은 아래와 같다.
- 1978년 상하이전자공업소자 부경리
- 1979년 상하이진공트랜지스터 부경리
- 1981년 상하시표준통신공업국 당위원회 부서기
- 1983년 상하이시당위원회 상무위원, 시당위원회 과학기술공작 당위원회 서기
- 1985년 상하이시당위원회 부서기
- 1991년 상하이시당위원회 서기
- 1992년 중공중앙정치국 위원
- 1995년 중공중앙서기처 서기, 국무원 부총리(공업 담당)
- 2002년 중국공산당 중앙정치국 상무위원, 전국인민대표대회 위원장

## 같이 보기
- 상하이방